# Stargarder Blende

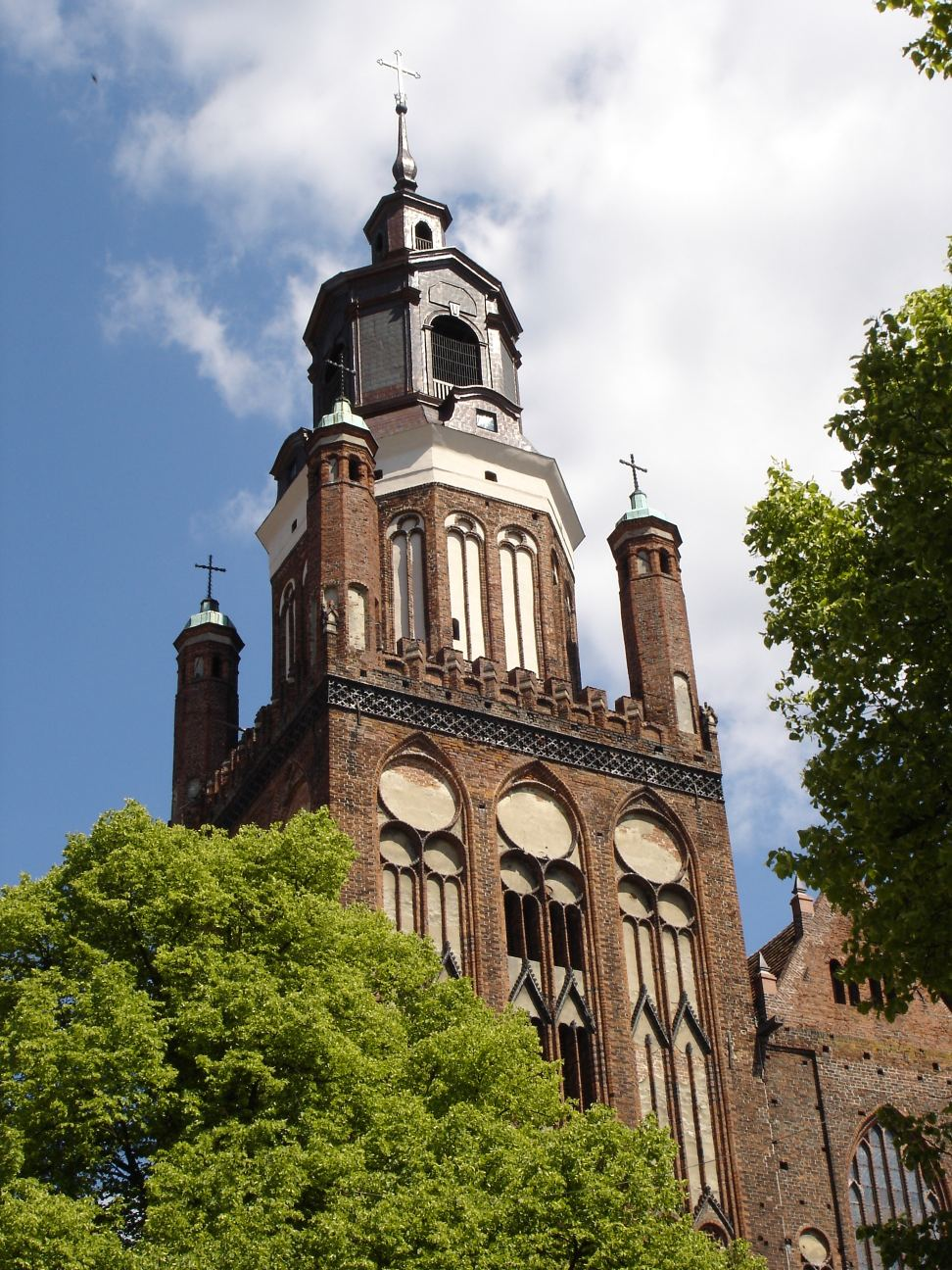
Marienkirche in Stargard – Nordturm mit Stargarder Blenden

Die Stargarder Blende ist eine Form des Blendmaßwerks, die sich an frühen Formen hochgotischer Fenstermaßwerke aus der ersten Hälfte des 13. Jahrhunderts orientiert. In Stargard erschien das Motiv wohl zuerst an dem monumentalen Westturmmassiv der Marienkirche, das für ein Werk von Hinrich Brunsberg gehalten wird. Diese hohe zwei- oder vierbahnig gegliederte Blende, in deren Scheitel große Kreise stehen, wurde für die spätgotische Architektur Pommerns und der benachbarten Länder kennzeichnend. Ähnliche große Rundscheiben in ganzer Breite unter dem Scheitel spitzbogiger Flächen finden sich in Fenstermaßwerken schon gut hundert Jahre früher, so in den Chorobergaden von Notre-Dame de Paris seit der Vergrößerung in den 1220er Jahren. Am Stargarder Südturm erscheinen diese Blenden in ihren oberen Teilen nicht ganz vollendet, und der Turm schließt an dieser Stelle mit einem einfachen Giebel, der nach dem Brand vom Jahr 1635 seine gegenwärtige Gestalt erhalten hat.
Die Türme der Marienkirche wurden seit ca. 1380 gebaut. Der Nordturm muss schon um 1410 soweit fertig gewesen sein, dass seine Gliederung zum ersten Mal nachgeahmt werden konnte, nämlich in derselben Stadt im Turm der Johanniskirche und im Mühlentorturm. Die Blenden vom Nordturm der Marienkirche wurden dann so oft wiederholt, dass man von einem Stargarder Typ der Blende sprechen kann. Im Vergleich zu diesen Blendmaßwerken sind die Fenstermaßwerke der Kirche schlichter: Diejenigen von Seitenschiff und Kapellen bestehen nur aus spitzbogig schließenden Bahnen, diejenigen der Langhausobergaden sogar nur aus senkrechten Stäben.
In den etwas älteren Blenden an Chorgiebel und Turm der Marienkirche in Greifswald liegen die Rundscheiben weiter in der Kurvatur und sind nicht ganz so breit, was etwa den Fenstermaßwerken der Marburger Elisabethkirche entspricht. Bei den Schallluken des Glockengeschosses wurde in Greifswald auf technisch einfacher realisierbare frühgotische Formen der Gliederung zurückgegriffen.
Vierbahniges Blendmaßwerk mit Rundscheiben schmückte von der zweiten Hälfte des 13. Jahrhunderts bis zu seinem Einsturz im Zweiten Weltkrieg auch den im Übrigen frühgotischen südlichen Querhausgiebel der Bremer Stephanikirche. Hier wurde es natürlich nicht Stargarder Blende genannt.

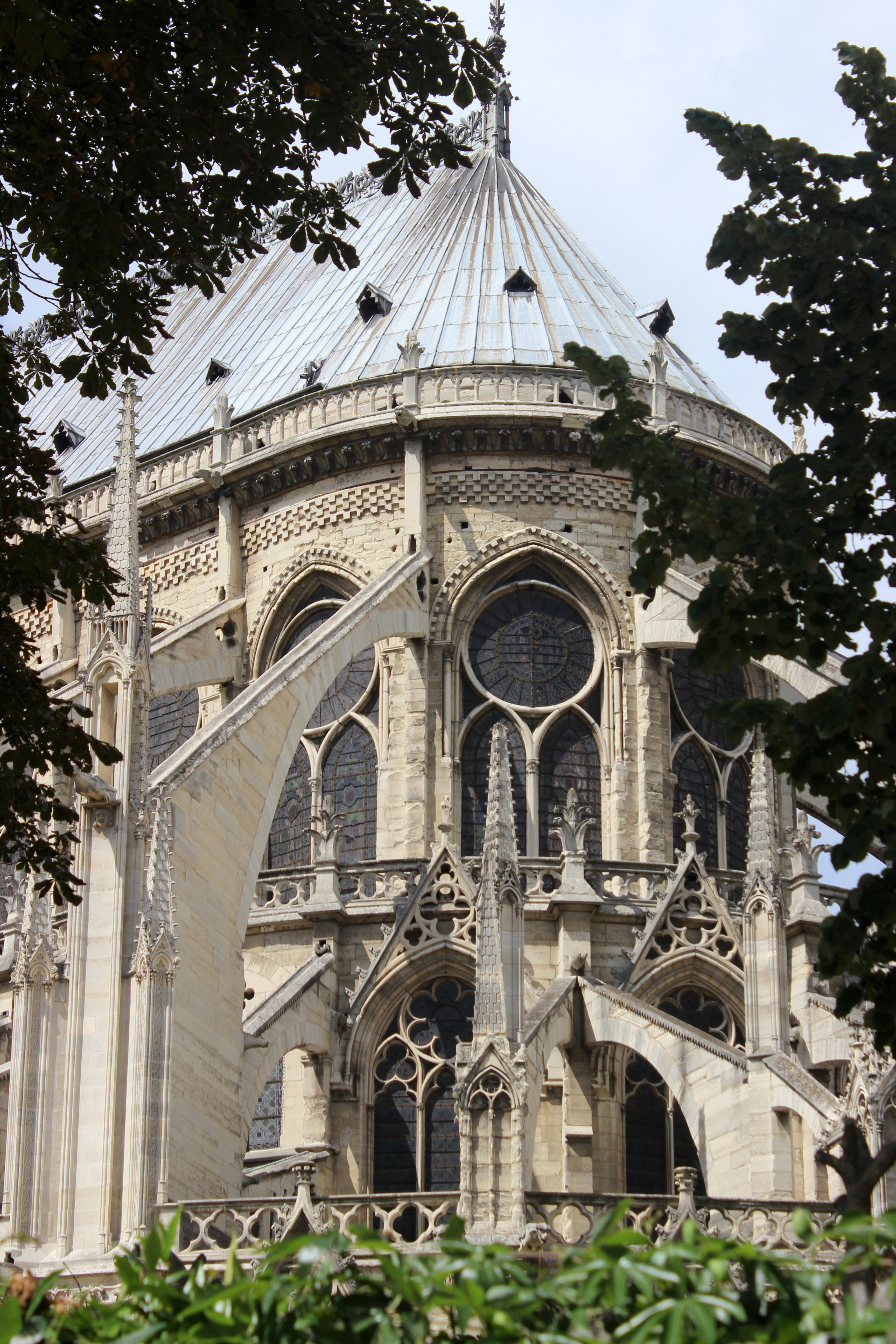
Notre-Dame de Paris, Chorobergaden bald nach 1220 vergrößert
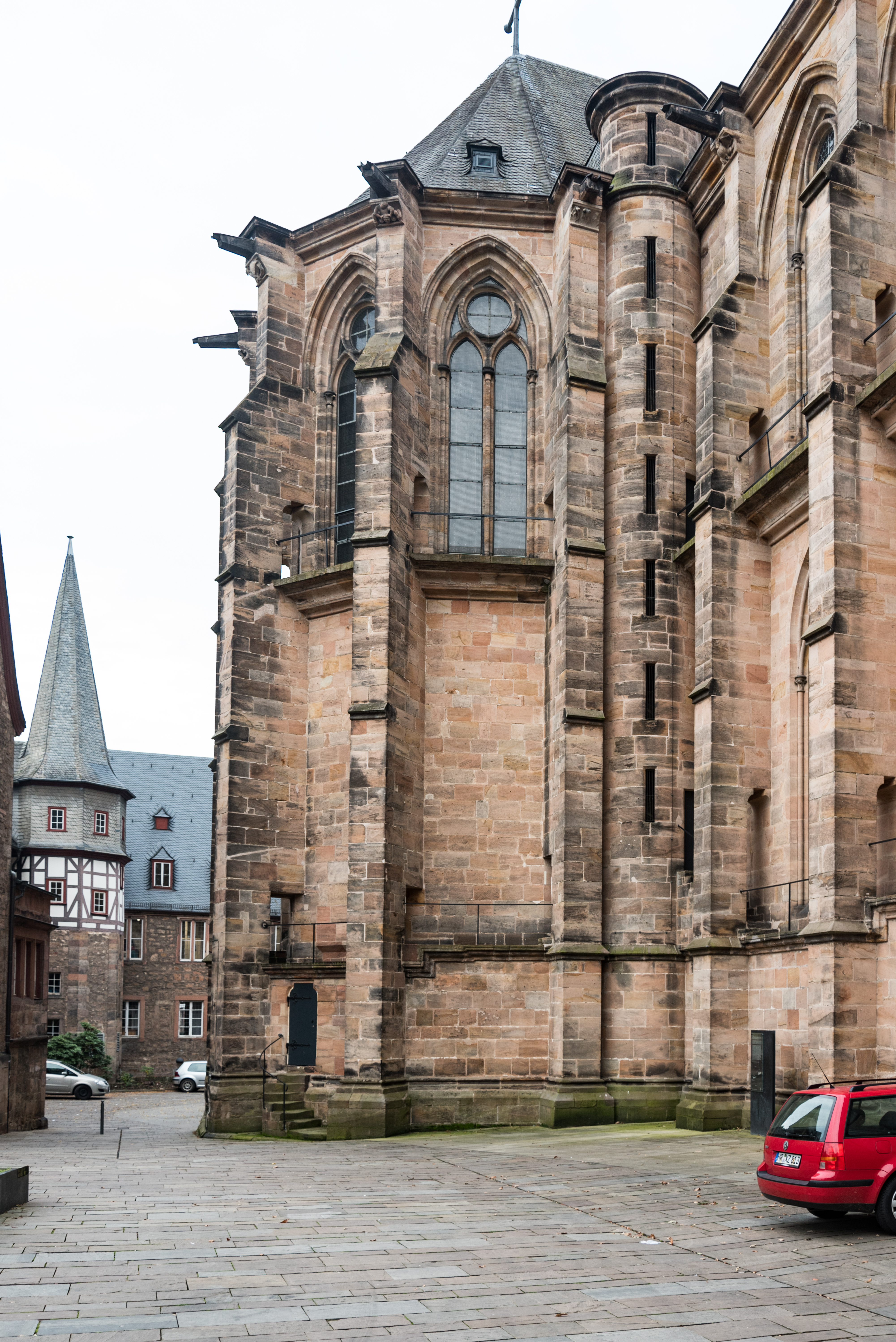
Marburg, Elisabethkirche, Maßwerke ab 1240
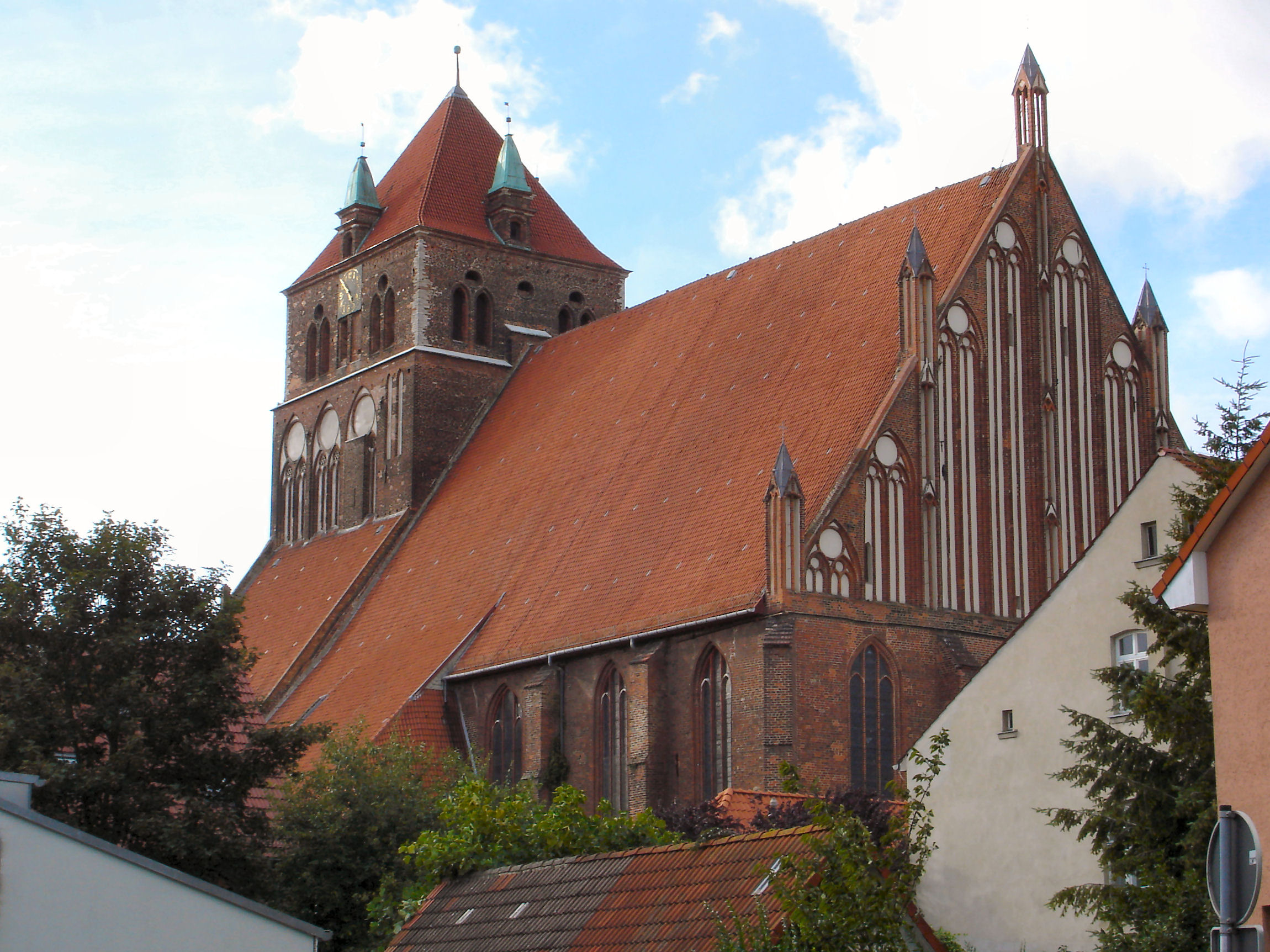
Greifswald, Marienkirche, Blendmaßwerk an Chorgiebel (1328 oder später) und Turm (oben 2. H. 14. Jh.)
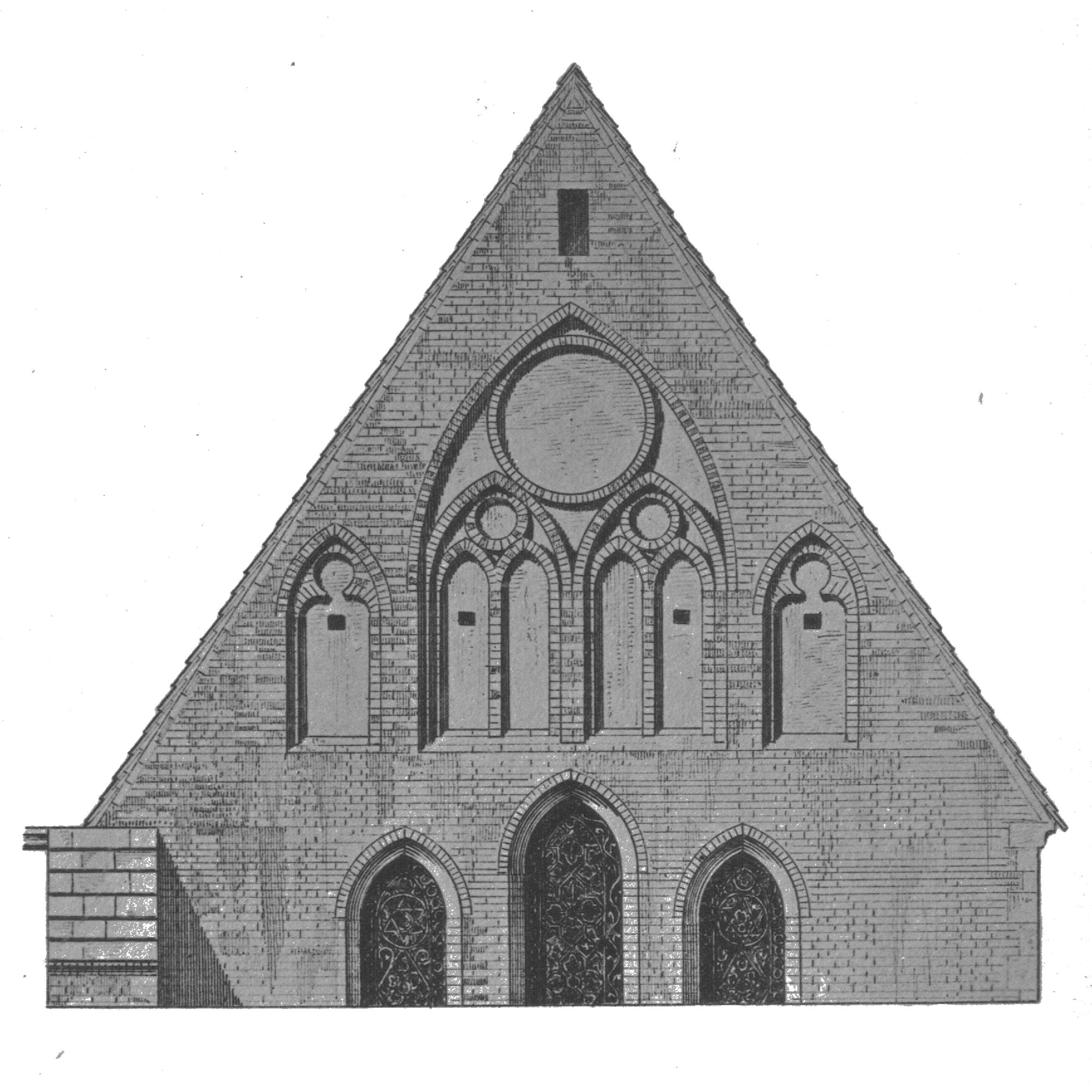
Bremen, St. Stephani, Südgiebel (2. H. 13. Jh. bis 1944)

Das Motiv hat man an mehreren städtischen und ländlichen Kirchtürmen, u. a. in Stettin, Pasewalk, Chociwel (Freienwalde in Pommern), Gryfice (Greifenberg) und Drawsko (Dramburg). Stargarder Blenden an Giebeln finden sich außer an St. Marien in Greifswald auch an der Marienkapelle der Jakobikirche in Stettin, an einer Saalkirche im Städtchen Suchań (Zachan) sowie an Bürgerhäusern in Anklam und Stargard. Wehrbauten mit diesem Schmuck stehen in Brandenburg a. d. Havel, Tangermünde und Stargard.
Dank Stiftung des skandinavischen Königs und pommerschen Herzogs Erik XIV gelangten diese Blenden nach Dänemark, wo sie die Giebel der Karmeliterkirche in Helsingør gliedern und Muster für eine ganze Gruppe der Schiffs- und Turmgiebel an benachbarten Landkirchen bilden, so dass die dänischen Forscher diesen Typ als „Helsingør Giebel“ bezeichnen. Die Blenden des Stargarder Typs wurden im Laufe ihrer zahlreichen Nachahmungen aus ihrem ursprünglichen Kontext, der Turmgliederung, gelöst und zum universellen, selbstständigen Motiv. Die Blende wurde dabei mehrfach vereinfacht und reduziert, die Teilung zweifach statt vierfach, der Scheitelkreis wurde verkleinert und endlich hat man ganz auf den äußeren spitzbogigen Umriss verzichtet.